# ベーシック (オートバイ)

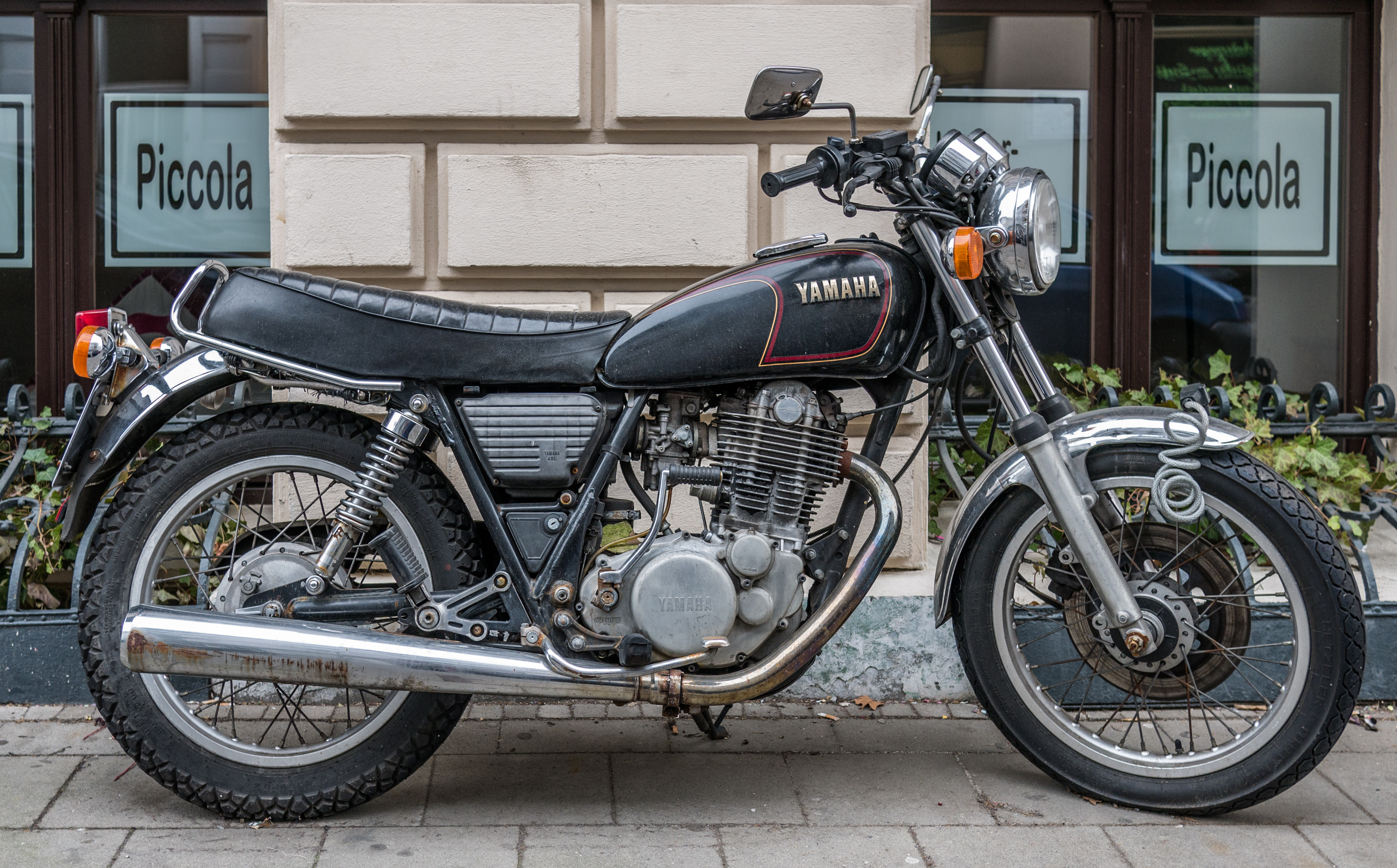
ヤマハ・SRシリーズ

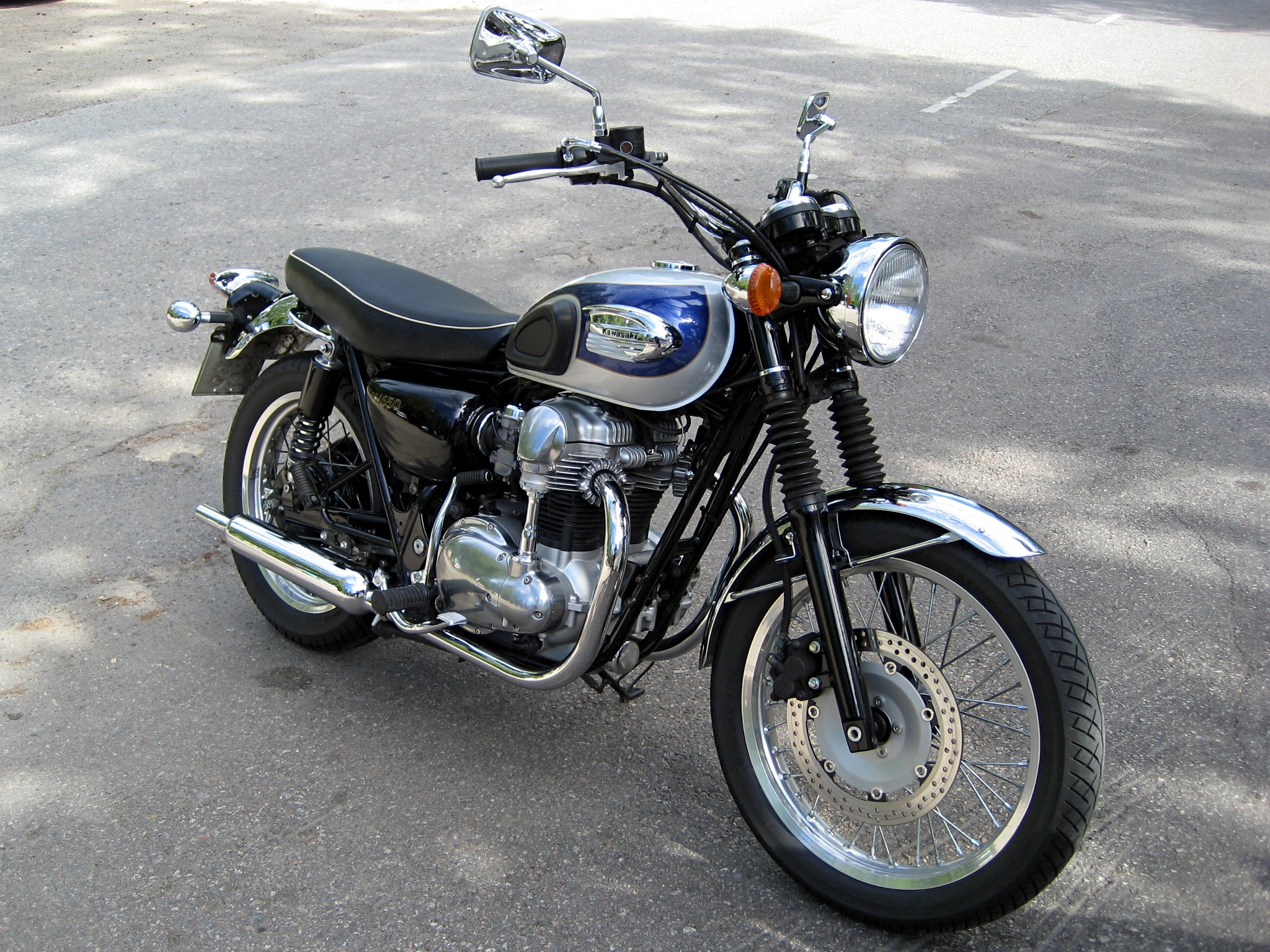
カワサキ・Wシリーズ

ベーシック（英: Basic bike）は、オートバイの車種を分類したカテゴリーの一つである。明確な定義はないが、ネイキッドのなかでも、特にスポーツ性よりも実用性を重視したモデルが含まれる。

## 概要
ベーシックに含まれるオートバイの車種は、丸目のヘッドライトを装備し、エンジンやガソリンタンクがカウルなどで覆われていない、オートバイとして基本的な車体構成を持つ。クラシカルなスタイルの車種やデュアルパーパスに近い車種まで幅広く、搭載されるエンジンも単気筒から4気筒まで幅広い。エンジンの性能はカタログ上の数値ではなく、実用的な中間トルクを重視した扱いやすいモデルが多い。乗車姿勢は前傾が弱く、シート高が低い。ハンドルの切れ角が大きく、車重は150kgから200kg程度にとどまる。こうした特徴から、街乗りからツーリングまで総合的かつ多用途に楽しむことができるカテゴリーとされている。

## 日本国内メーカー別の主なモデル
以下の項目は、現在生産されていない車種（絶版車）も含み、開始年のみ記載されている場合は継続中の車種である。
カワサキ
- カワサキ・エストレヤ（1992年 - 2017年）
- カワサキ・Wシリーズ
  - W400（2006年 - 2008年）
  - W650（1999年 - 2008年）
  - W800（2010年 - ）

- カワサキ・250TR（2002年 - 2013年）

スズキ
- スズキ・ST250（2003年 - ）
- スズキ・テンプター（1996年 - 2000年）
- スズキ・ボルティー（1994年 - 2004年）

ホンダ
- ホンダ・XL230（2002年 - 2005年）
- ホンダ・CL400（1998年 - ????年：終了年不明）
- ホンダ・CBシリーズ
  - CB400FOUR（1997年 - 2001年）
  - CB400SS（2001年 - 2008年）
  - CB223S（2008年 - ）

- ホンダ・GBシリーズ
  - GB250クラブマン（1983年 - 1997年）
  - GB400TT / GB400TT MkII（1985年 - 1987年）
  - GB500TT（1985年）

ヤマハ
- ヤマハ・SRシリーズ
  - SR400（1978年 - ）
  - SR500（1978年 - 2000年）

- ヤマハ・SRVシリーズ
  - SRV250（1992年 - ????年：終了年不明）
  - ルネッサ（1996年 - ????年：終了年不明）

## 日本国外メーカー別の主なモデル
以下の項目には、現在生産されていない車種（絶版車）も含まれる。
トライアンフ（ イギリス）
- トライアンフ・ボンネビル

ロイヤルエンフィールド（ インド）
- ロイヤルエンフィールド・ブリット